# Scorpiops langxian
Scorpiops langxian es una especie de escorpión del género Scorpiops, familia Euscorpiidae. Fue descrita científicamente por Qi, Zhu & Lourenço en 2005.
Habita en China. El holotipo masculino mide 57,52 mm y el paratipo femenino 57,76 mm.